# Europees kampioenschap hockey B-landen mannen 2007
Het tweede officiële Europees kampioenschap hockey voor B-landen (mannen) had plaats van zondag 9 september tot en met zondag 16 september 2007 in Lissabon, Portugal. Het tweejaarlijkse evenement wordt ook wel de Nations Trophy genoemd, en is een kwalificatietoernooi voor het EK hockey voor A-landen: de nummers één en twee promoveren en spelen twee jaar later op het EK. De laatste twee in de eindrangschikking degraderen en spelen twee jaar later op het EK hockey voor C-landen.
De top drie is gekwalificeerd voor een van de drie olympische kwalificatietoernooien voor de Zomerspelen van 2008 in Peking.
Het toernooi staat onder auspiciën van de Europese Hockey Federatie.
Alle genoemde tijdstippen zijn in MEZT (=lokale tijd +1 uur).

## Uitslagen voorronde

### Groep A
| Team       | G | W | GL | V | P | DV | DT |
| ---------- | - | - | -- | - | - | -- | -- |
| Oostenrijk | 3 | 2 | 1  | 1 | 7 | 6  | 4  |
| Polen      | 3 | 2 | 0  | 1 | 6 | 16 | 5  |
| Italië     | 3 | 1 | 0  | 2 | 3 | 6  | 10 |
| Portugal   | 3 | 0 | 1  | 2 | 1 | 3  | 12 |

| 09-09 | Polen      | Portugal   | 8 - 2 |
|       | Italië     | Oostenrijk | 2 - 3 |
| 11-09 | Polen      | Oostenrijk | 1 - 2 |
|       | Italië     | Portugal   | 3 - 0 |
| 12-09 | Polen      | Italië     | 7 - 1 |
|       | Oostenrijk | Portugal   | 1 - 1 |

### Groep B
| Team        | G | W | GL | V | P | DV | DT |
| ----------- | - | - | -- | - | - | -- | -- |
| Schotland   | 3 | 3 | 0  | 0 | 9 | 10 | 1  |
| Zwitserland | 3 | 1 | 1  | 1 | 4 | 4  | 8  |
| Oekraïne    | 3 | 0 | 2  | 1 | 2 | 4  | 5  |
| Wales       | 3 | 0 | 1  | 2 | 1 | 3  | 7  |

| 09-09 | Schotland   | Oekraïne    | 1 - 0 |
|       | Wales       | Zwitserland | 0 - 2 |
| 10-09 | Schotland   | Zwitserland | 6 - 0 |
|       | Wales       | Oekraïne    | 2 - 2 |
| 12-09 | Schotland   | Wales       | 3 - 1 |
|       | Zwitserland | Oekraïne    | 2 - 2 |

## Plaats 5 t/m 8
De nummers 3 en 4 uit beide groepen spelen ieder nog twee wedstrijden tegen de ploegen waar ze nog niet tegen gespeeld hebben. Voor elke ploeg geldt dus dat ze tegen de twee ploegen spelen uit de andere groep. Het klassement voor de plaatsen 5 tot en met 8 wordt dan opgemaakt met deze wedstrijden, maar ook de wedstrijd tegen de groepsgenoot uit de voorronde telt mee in het klassement.
De teams die als zevende en achtste eindigen degraderen uit de B-groep en komen de volgende keer uit op het Europees kampioenschap voor C-landen.

### Groep C
| Team     | G | W | GL | V | P | DV | DT |
| -------- | - | - | -- | - | - | -- | -- |
| Wales    | 3 | 2 | 1  | 0 | 7 | 10 | 4  |
| Italië   | 3 | 2 | 0  | 1 | 6 | 7  | 4  |
| Portugal | 3 | 1 | 0  | 2 | 3 | 3  | 10 |
| Oekraïne | 3 | 0 | 1  | 2 | 1 | 5  | 7  |

| vr 14-09 | 12:00 | Portugal | Oekraïne | 3 - 2 |
|          | 14:00 | Italië   | Wales    | 2 - 3 |
| za 15-09 | 16:00 | Portugal | Wales    | 0 - 5 |
|          | 18:00 | Italië   | Oekraïne | 2 - 1 |

## Plaats 1 t/m 4
| 14-09        | 16:00 | Polen      | Schotland   | 3 - 1                                  |
|              | 18:30 | Oostenrijk | Zwitserland | 2 - 2 (Oostenrijk wint na strafballen) |
| Troostfinale |       |            |             |                                        |
| 16-09        | 13:00 | Schotland  | Zwitserland | 4 - 3 (golden goal)                    |
| Finale       |       |            |             |                                        |
| 16-09        | 15:30 | Polen      | Oostenrijk  | 4 - 3                                  |

## Eindrangschikking
| rang   | land        |
| ------ | ----------- |
| Goud   | Polen       |
| Zilver | Oostenrijk  |
| Brons  | Schotland   |
| 4      | Zwitserland |
| 5      | Wales       |
| 6      | Italië      |
| 7      | Portugal    |
| 8      | Oekraïne    |

- Polen en Oostenrijk promoveerden naar de A-groep en plaatsten zich voor het Europees kampioenschap hockey voor A-landen mannen 2009.
- Portugal en Oekraïne degradeerden naar de C-groep en spelen in 2009 op het Europees kampioenschap hockey voor C-landen mannen 2009.